# Чемпионат мира по хоккею с шайбой среди молодёжных команд 2019
Чемпионат мира по хоккею с шайбой среди молодёжных команд 2019 — 43-й турнир молодёжного чемпионата мира под эгидой ИИХФ, который проходил в канадских городах Ванкувере и Виктория с 26 декабря 2018 года по 5 января 2019 года. Этот турнир стал вторым в истории Ванкувера и первым в истории Виктории. Победителем турнира в 5-й раз в своей истории стала сборная Финляндии, одолевшая в финале команду США. Бронзовыми призёрами стали хоккеисты российской сборной.

## Арены
| Роджерс-арена Вместимость: 18 910 | Сейв-он-фудс Мемориал Центр Вместимость: 7 006 |
| --------------------------------- | ---------------------------------------------- |
|                                   |                                                |
| Канада — Ванкувер                 | Канада — Виктория                              |

## Сборные
| Северная Америка - Канада× США* Европа Швеция* Чехия* Швейцария* | Россия* Словакия* Финляндия* Дания* Азия Казахстан^ |  |

* = 8 команд автоматически квалифицировались в высший дивизион по итогам чемпионата мира 2018 года
^ = Команда перешла в высший дивизион по итогам первого дивизиона чемпионата мира 2018 года
× = Квалифицировались как хозяева чемпионата

## Судьи
ИИХФ утвердила 12 главных и 10 линейных судей для обслуживания матчей чемпионата мира по хоккею с шайбой среди молодёжных команд 2019 года
| Главные судьи - Джонатан Алари - Кеннетт Андерсон - Андрис Ансонс - Эндрю Бруггеман - Тобиас Бьорк - Джефф Ингрэм - Даниэль Пражак - Евгений Ромасько - Максим Сидоренко - Петер Стано - Ласси Хейккинен - Микаэль Шёквист | Линейные судьи - Дмитрий Голяк - Даниэль Гынек - Балаж Ковач - Лаури Никулайнен - Брайан Оливер - Майкл Харрингтон - Максим Шапю - Петер Шефчик - Дмитрий Шишло - Эмиль Юлетуйнен |  |

## Предварительный раунд
|  | Команды, выходящие в четвертьфинал      |
|  | Команды, выходящие в утешительный раунд |

### Группа A
| М | Сборная   | И | В | ВО | ПО | П | ШЗ | ШП | РШ  | О  |
| - | --------- | - | - | -- | -- | - | -- | -- | --- | -- |
| 1 | Россия    | 4 | 4 | 0  | 0  | 0 | 15 | 6  | +9  | 12 |
| 2 | Канада    | 4 | 3 | 0  | 0  | 1 | 23 | 5  | +18 | 9  |
| 3 | Чехия     | 4 | 1 | 1  | 0  | 2 | 8  | 8  | 0   | 5  |
| 4 | Швейцария | 4 | 1 | 0  | 1  | 2 | 11 | 12 | -1  | 4  |
| 5 | Дания     | 4 | 0 | 0  | 0  | 4 | 0  | 26 | -26 | 0  |

Время местное (UTC-8).
| 26 декабря 2018 13:00 | Чехия | 2:1 (OT) (0:0, 1:1, 0:0, 1:0) | Швейцария | Роджерс-арена Зрителей: 9266 |

| Отчёт                                                                                 | Отчёт                      | Отчёт                                                         | Отчёт                          | Отчёт                                                                              |
| ------------------------------------------------------------------------------------- | -------------------------- | ------------------------------------------------------------- | ------------------------------ | ---------------------------------------------------------------------------------- |
|                                                                                       |                            |                                                               |                                |                                                                                    |
|                                                                                       | Лукаш Достал — 00:00-60:52 | Вратари                                                       | 00:00-60:52 — Лука Холленштайн | Судьи: Кеннетт Андерсон Эндрю Бруггеман Линейные судьи: Дмитрий Голяк Петер Шефчик |
|                                                                                       | Голы:                      |                                                               |                                | Судьи: Кеннетт Андерсон Эндрю Бруггеман Линейные судьи: Дмитрий Голяк Петер Шефчик |
| Мартин Каут — 29:02 (М. Нечас, Я. Галваш) Давид Квасничка — 60:52 (М. Каут, Я. Лауко) | 0:1 :1 2:1                 | 27:45 — Нандо Эггенбергер (бол.) (С. Лойенбергер, Ф. Курашев) |                                | Судьи: Кеннетт Андерсон Эндрю Бруггеман Линейные судьи: Дмитрий Голяк Петер Шефчик |
|                                                                                       |                            |                                                               |                                | Судьи: Кеннетт Андерсон Эндрю Бруггеман Линейные судьи: Дмитрий Голяк Петер Шефчик |
|                                                                                       |                            |                                                               |                                | Судьи: Кеннетт Андерсон Эндрю Бруггеман Линейные судьи: Дмитрий Голяк Петер Шефчик |
|                                                                                       |                            |                                                               |                                | Судьи: Кеннетт Андерсон Эндрю Бруггеман Линейные судьи: Дмитрий Голяк Петер Шефчик |
| 16 мин                                                                                | Штраф                      | 18 мин                                                        |                                | Судьи: Кеннетт Андерсон Эндрю Бруггеман Линейные судьи: Дмитрий Голяк Петер Шефчик |
|                                                                                       |                            |                                                               |                                |                                                                                    |
|                                                                                       | 27                         | Броски                                                        | 27                             |                                                                                    |

| 26 декабря 2018 17:00 | Канада | 14:0 (3:0, 5:0, 6:0) | Дания | Роджерс-арена Зрителей: 16 417 |

| Отчёт | Отчёт                                                        | Отчёт   | Отчёт                                               | Отчёт                                                                               |
| --- | ------------------------------------------------------------ | ------- | --------------------------------------------------- | ----------------------------------------------------------------------------------- |
| |                                                              |         |                                                     |                                                                                     |
| | Майкл Дипьетро — 00:00-60:00                                 | Вратари | 00:00-52:33 — Мадс Сегор 52:33-60:00 — Вилльям Рорт | Судьи: Тобиас Бьорк Максим Сидоренко Линейные судьи: Лаури Никулайнен Брайан Оливер |
| | Голы:                                                        |         |                                                     | Судьи: Тобиас Бьорк Максим Сидоренко Линейные судьи: Лаури Никулайнен Брайан Оливер |
| Морган Фрост — 04:52 (Б. Лисон, Б. Хэйтон) Оуэн Типпетт — 08:32 (М. Фрост, К. Гласс) Морган Фрост — 19:17 (М. Филлипс, Э. Бушар) Макс Комтуа — 20:45 (К. Гласс, И. Митчелл) Морган Фрост — 21:50 (Н. Сузуки, М. Дипьетро) Джек Стадника (бол.) — 27:46 (К. Гласс, Э. Бушар) Оуэн Типпетт — 33:42 (Э. Бушар) Джарет Андерсон-Долан —39:08 Макс Комтуа — 42:52 (Т. Смит, И. Митчелл) Макс Комтуа — 47:01 (К. Гласс, М. Филлипс) Бретт Лисон — 49:02 (Д. Велено, Ш. Бауэрс) Бретт Лисон — 52:47 (М. Фрост, Д. Брук) Макс Комтуа — 53:27 (Б. Лисон, Б. Хэйтон) Макензи Энтуайстл — 56:47 (Д. Стадника, Д. Макайзек) | 1:0 2:0 3:0 4:0 5:0 6:0 7:0 8:0 9:0 10:0 11:0 12:0 13:0 14:0 |         |                                                     | Судьи: Тобиас Бьорк Максим Сидоренко Линейные судьи: Лаури Никулайнен Брайан Оливер |
| |                                                              |         |                                                     | Судьи: Тобиас Бьорк Максим Сидоренко Линейные судьи: Лаури Никулайнен Брайан Оливер |
| |                                                              |         |                                                     | Судьи: Тобиас Бьорк Максим Сидоренко Линейные судьи: Лаури Никулайнен Брайан Оливер |
| |                                                              |         |                                                     | Судьи: Тобиас Бьорк Максим Сидоренко Линейные судьи: Лаури Никулайнен Брайан Оливер |
| 6 мин | Штраф                                                        | 8 мин   |                                                     | Судьи: Тобиас Бьорк Максим Сидоренко Линейные судьи: Лаури Никулайнен Брайан Оливер |
| |                                                              |         |                                                     |                                                                                     |
| | 45                                                           | Броски  | 14                                                  |                                                                                     |

| 27 декабря 2018 13:00 | Россия | 4:0 (1:0, 1:0, 2:0) | Дания | Роджерс-арена Зрителей: 9939 |

| Отчёт | Отчёт                        | Отчёт   | Отчёт                                                 | Отчёт                                                                                 |
| --- | ---------------------------- | ------- | ----------------------------------------------------- | ------------------------------------------------------------------------------------- |
| |                              |         |                                                       |                                                                                       |
| | Даниил Тарасов — 00:00-60:00 | Вратари | 00:00-56:40 — Вилльям Рорт 58:34-60:00 — Вилльям Рорт | Судьи: Кеннетт Андерсон Ласси Хейккинен Линейные судьи: Лаури Никулайнен Петер Шефчик |
| | Голы:                        |         |                                                       | Судьи: Кеннетт Андерсон Ласси Хейккинен Линейные судьи: Лаури Никулайнен Петер Шефчик |
| Виталий Кравцов (бол.) — 06:28 (Г. Денисенко, К. Костин) Александр Романов — 37:49 (К. Костин, В. Кравцов) Павел Шэн — 53:54 (А. Романов, А. Алексеев) Иван Морозов (п.в.) — 58:34 (К. Слепец, А. Романов) | 1:0 2:0 3:0 4:0              |         |                                                       | Судьи: Кеннетт Андерсон Ласси Хейккинен Линейные судьи: Лаури Никулайнен Петер Шефчик |
| |                              |         |                                                       | Судьи: Кеннетт Андерсон Ласси Хейккинен Линейные судьи: Лаури Никулайнен Петер Шефчик |
| |                              |         |                                                       | Судьи: Кеннетт Андерсон Ласси Хейккинен Линейные судьи: Лаури Никулайнен Петер Шефчик |
| |                              |         |                                                       | Судьи: Кеннетт Андерсон Ласси Хейккинен Линейные судьи: Лаури Никулайнен Петер Шефчик |
| 26 мин | Штраф                        | 8 мин   |                                                       | Судьи: Кеннетт Андерсон Ласси Хейккинен Линейные судьи: Лаури Никулайнен Петер Шефчик |
| |                              |         |                                                       |                                                                                       |
| | 18                           | Броски  | 20                                                    |                                                                                       |

| 27 декабря 2018 17:00 | Швейцария | 2:3 (0:1, 1:2, 1:0) | Канада | Роджерс-арена Зрителей: 17 102 |

| Отчёт | Отчёт                    | Отчёт | Отчёт                   | Отчёт                                                                            |
| --- | ------------------------ | --- | ----------------------- | -------------------------------------------------------------------------------- |
| |                          | |                         |                                                                                  |
| | Акира Шмид — 00:00-60:00 | Вратари | 00:00-60:00 — Иэн Скотт | Судьи: Эндрю Бруггеман Петер Стано Линейные судьи: Дмитрий Голяк Эмиль Юлетуйнен |
| | Голы:                    | |                         | Судьи: Эндрю Бруггеман Петер Стано Линейные судьи: Дмитрий Голяк Эмиль Юлетуйнен |
| Филипп Курашев (бол.) — 20:46 (Н. Мюллер, Н. Эггенбергер) Филипп Курашев (бол.) — 58:11 (Н. Мюллер, Н. Эггенбергер) | 0:1 :1 1:2 1:3 2:3       | 00:36 — Коди Гласс (Н. Сузуки, М. Комтуа) 25:55 — Макензи Энтуайстл (Ш. Бауэрс) 32:08 — Ноа Добсон (Б. Хэйтон) |                         | Судьи: Эндрю Бруггеман Петер Стано Линейные судьи: Дмитрий Голяк Эмиль Юлетуйнен |
| |                          | |                         | Судьи: Эндрю Бруггеман Петер Стано Линейные судьи: Дмитрий Голяк Эмиль Юлетуйнен |
| |                          | |                         | Судьи: Эндрю Бруггеман Петер Стано Линейные судьи: Дмитрий Голяк Эмиль Юлетуйнен |
| |                          | |                         | Судьи: Эндрю Бруггеман Петер Стано Линейные судьи: Дмитрий Голяк Эмиль Юлетуйнен |
| 12 мин | Штраф                    | 12 мин |                         | Судьи: Эндрю Бруггеман Петер Стано Линейные судьи: Дмитрий Голяк Эмиль Юлетуйнен |
| |                          | |                         |                                                                                  |
| | 17                       | Броски | 32                      |                                                                                  |

| 28 декабря 2018 17:00 | Чехия | 1:2 (0:1, 1:1, 0:0) | Россия | Роджерс-арена Зрителей: 14 523 |

| Отчёт                                                  | Отчёт                      | Отчёт                                                                                           | Отчёт                       | Отчёт                                                                         |
| ------------------------------------------------------ | -------------------------- | ----------------------------------------------------------------------------------------------- | --------------------------- | ----------------------------------------------------------------------------- |
|                                                        |                            |                                                                                                 |                             |                                                                               |
|                                                        | Лукаш Достал — 00:00-58:32 | Вратари                                                                                         | 00:00-60:00 — Пётр Кочетков | Судьи: Тобиас Бьорк Петер Стано Линейные судьи: Брайан Оливер Эмиль Юлетуйнен |
|                                                        | Голы:                      |                                                                                                 |                             | Судьи: Тобиас Бьорк Петер Стано Линейные судьи: Брайан Оливер Эмиль Юлетуйнен |
| Яхим Конделик (бол.) — 35:50 (Д. Квасничка, К. Плашек) | 0:1 0:2 1:2                | 17:05 — Артём Галимов (мен.) (К. Слепец) 35:03 — Николай Коваленко (мен.) (П. Шэн, А. Алексеев) |                             | Судьи: Тобиас Бьорк Петер Стано Линейные судьи: Брайан Оливер Эмиль Юлетуйнен |
|                                                        |                            |                                                                                                 |                             | Судьи: Тобиас Бьорк Петер Стано Линейные судьи: Брайан Оливер Эмиль Юлетуйнен |
|                                                        |                            |                                                                                                 |                             | Судьи: Тобиас Бьорк Петер Стано Линейные судьи: Брайан Оливер Эмиль Юлетуйнен |
|                                                        |                            |                                                                                                 |                             | Судьи: Тобиас Бьорк Петер Стано Линейные судьи: Брайан Оливер Эмиль Юлетуйнен |
| 14 мин                                                 | Штраф                      | 10 мин                                                                                          |                             | Судьи: Тобиас Бьорк Петер Стано Линейные судьи: Брайан Оливер Эмиль Юлетуйнен |
|                                                        |                            |                                                                                                 |                             |                                                                               |
|                                                        | 25                         | Броски                                                                                          | 28                          |                                                                               |

| 29 декабря 2018 13:00 | Дания | 0:4 (0:2, 0:1, 0:1) | Швейцария | Роджерс-арена Зрителей: 10 279 |

| Отчёт | Отчёт                    | Отчёт | Отчёт                          | Отчёт                                                                           |
| ----- | ------------------------ | --- | ------------------------------ | ------------------------------------------------------------------------------- |
|       |                          | |                                |                                                                                 |
|       | Мадс Сегор — 00:00-60:00 | Вратари | 00:00-60:00 — Лука Холленштайн | Судьи: Тобиас Бьорк Максим Сидоренко Линейные судьи: Брайан Оливер Петер Шефчик |
|       | Голы:                    | |                                | Судьи: Тобиас Бьорк Максим Сидоренко Линейные судьи: Брайан Оливер Петер Шефчик |
|       | 0:1 0:2 0:3 0:4          | 08:51 — Филипп Курашев (бол.) (Н. Мюллер, Т. Берни) 19:08 — Филипп Курашев (Н. Эггенбергер, Я. Мозер) 33:29 — Симон ле Культ (Д. Зигрист, Н. Мюллер) 33:29 — Филипп Курашев (Н. Гросс, Т. Берни) |                                | Судьи: Тобиас Бьорк Максим Сидоренко Линейные судьи: Брайан Оливер Петер Шефчик |
|       |                          | |                                | Судьи: Тобиас Бьорк Максим Сидоренко Линейные судьи: Брайан Оливер Петер Шефчик |
|       |                          | |                                | Судьи: Тобиас Бьорк Максим Сидоренко Линейные судьи: Брайан Оливер Петер Шефчик |
|       |                          | |                                | Судьи: Тобиас Бьорк Максим Сидоренко Линейные судьи: Брайан Оливер Петер Шефчик |
| 4 мин | Штраф                    | 8 мин |                                | Судьи: Тобиас Бьорк Максим Сидоренко Линейные судьи: Брайан Оливер Петер Шефчик |
|       |                          | |                                |                                                                                 |
|       | 21                       | Броски | 26                             |                                                                                 |

| 29 декабря 2018 17:00 | Канада | 5:1 (3:1, 1:0, 1:0) | Чехия | Роджерс-арена Зрителей: 17 012 |

| Отчёт | Отчёт                        | Отчёт                             | Отчёт                     | Отчёт                                                                                  |
| --- | ---------------------------- | --------------------------------- | ------------------------- | -------------------------------------------------------------------------------------- |
| |                              |                                   |                           |                                                                                        |
| | Майкл Дипьетро — 00:00-60:00 | Вратари                           | 00:00-60:00 — Якуб Шкарек | Судьи: Кеннетт Андерсон Ласси Хейккинен Линейные судьи: Дмитрий Голяк Лаури Никулайнен |
| | Голы:                        |                                   |                           | Судьи: Кеннетт Андерсон Ласси Хейккинен Линейные судьи: Дмитрий Голяк Лаури Никулайнен |
| Макс Комтуа — 06:03 (О. Типпетт, М. Филлипс) Бретт Лисон (бол.) — 11:32 (Т. Смит, М. Фрост) Алекси Лафреньер — 16:39 (Д. Стадника, Д. Брук) Макензи Энтуайстл — 34:41 (Д. Велено, Д. Стадника) Морган Фрост — 49:01 (Н. Сузуки, Т. Смит) | 1:0 1:1 2:1 3:1 4:1 5:1      | 06:40 — Ондржей Махала (Я. Йеник) |                           | Судьи: Кеннетт Андерсон Ласси Хейккинен Линейные судьи: Дмитрий Голяк Лаури Никулайнен |
| |                              |                                   |                           | Судьи: Кеннетт Андерсон Ласси Хейккинен Линейные судьи: Дмитрий Голяк Лаури Никулайнен |
| |                              |                                   |                           | Судьи: Кеннетт Андерсон Ласси Хейккинен Линейные судьи: Дмитрий Голяк Лаури Никулайнен |
| |                              |                                   |                           | Судьи: Кеннетт Андерсон Ласси Хейккинен Линейные судьи: Дмитрий Голяк Лаури Никулайнен |
| 6 мин | Штраф                        | 30 мин                            |                           | Судьи: Кеннетт Андерсон Ласси Хейккинен Линейные судьи: Дмитрий Голяк Лаури Никулайнен |
| |                              |                                   |                           |                                                                                        |
| | 30                           | Броски                            | 24                        |                                                                                        |

| 30 декабря 2018 17:00 | Швейцария | 4:7 (2:1, 1:2, 1:4) | Россия | Роджерс-арена Зрителей: 13 724 |

| Отчёт | Отчёт                                       | Отчёт | Отчёт                        | Отчёт                                                                                |
| --- | ------------------------------------------- | --- | ---------------------------- | ------------------------------------------------------------------------------------ |
| |                                             | |                              |                                                                                      |
| | Акира Шмид — 00:00-58:00                    | Вратари | 00:00-60:00 — Даниил Тарасов | Судьи: Ласси Хейккинен Максим Сидоренко Линейные судьи: Петер Шефчик Эмиль Юлетуйнен |
| | Голы:                                       | |                              | Судьи: Ласси Хейккинен Максим Сидоренко Линейные судьи: Петер Шефчик Эмиль Юлетуйнен |
| Марко Леманн — 00:49 (Р. Таннер, С. Лойенбергер) Валентин Нуссбаумер — 09:06 (Я. Брушвайлер, Я. Мозер) Марко Леманн — 25:46 (С. Лойенбергер) Янник Брушвайлер — 47:13 (В. Нуссбаумер, Д. Эбишер) | 1:0 2:0 2:1 3:1 3:2 3:3 3:4 3:5 4:5 4:6 4:7 | 14:27 — Кирилл Марченко (В. Подколзин, А. Алексеев) 26:07 — Дмитрий Саморуков 31:58 — Григорий Денисенко (бол.) (В. Кравцов, Д. Саморуков) 42:04 — Кирилл Слепец (мен.) 46:38 — Александр Алексеев (бол.) (А. Романов, Н. Шашков) 51:42 — Павел Шэн (Н. Шашков, С. Ольшанский) 52:50 — Виталий Кравцов (Г. Денисенко, К. Костин) |                              | Судьи: Ласси Хейккинен Максим Сидоренко Линейные судьи: Петер Шефчик Эмиль Юлетуйнен |
| |                                             | |                              | Судьи: Ласси Хейккинен Максим Сидоренко Линейные судьи: Петер Шефчик Эмиль Юлетуйнен |
| |                                             | |                              | Судьи: Ласси Хейккинен Максим Сидоренко Линейные судьи: Петер Шефчик Эмиль Юлетуйнен |
| |                                             | |                              | Судьи: Ласси Хейккинен Максим Сидоренко Линейные судьи: Петер Шефчик Эмиль Юлетуйнен |
| 6 мин | Штраф                                       | 29 мин |                              | Судьи: Ласси Хейккинен Максим Сидоренко Линейные судьи: Петер Шефчик Эмиль Юлетуйнен |
| |                                             | |                              |                                                                                      |
| | 31                                          | Броски | 41                           |                                                                                      |

| 31 декабря 2018 13:00 | Дания | 0:4 (0:2, 0:1, 0:1) | Чехия | Роджерс-арена Зрителей: 10 204 |

| Отчёт  | Отчёт                                             | Отчёт | Отчёт                      | Отчёт                                                                     |
| ------ | ------------------------------------------------- | --- | -------------------------- | ------------------------------------------------------------------------- |
|        |                                                   | |                            |                                                                           |
|        | Мадс Сёгор — 00:00-56:05 Мадс Сёгор — 57:46-60:00 | Вратари | 00:00-60:00 — Лукаш Достал | Судьи: Джефф Ингрэм Петер Стано Линейные судьи: Максим Шапю Брайан Оливер |
|        | Голы:                                             | |                            | Судьи: Джефф Ингрэм Петер Стано Линейные судьи: Максим Шапю Брайан Оливер |
|        | 0:1 0:2 0:3 0:4                                   | 08:10 — Якуб Лауко (К. Грабик) 11:59 — Мартин Нечас (бол.) (Ф. Задина, Д. Квасничка) 28:03 — Мартин Каут (бол.) (Я. Конделик, М. Нечас) 57:46 — Филип Краль (п.в.) (Д. Букач, Я. Керн) |                            | Судьи: Джефф Ингрэм Петер Стано Линейные судьи: Максим Шапю Брайан Оливер |
|        |                                                   | |                            | Судьи: Джефф Ингрэм Петер Стано Линейные судьи: Максим Шапю Брайан Оливер |
|        |                                                   | |                            | Судьи: Джефф Ингрэм Петер Стано Линейные судьи: Максим Шапю Брайан Оливер |
|        |                                                   | |                            | Судьи: Джефф Ингрэм Петер Стано Линейные судьи: Максим Шапю Брайан Оливер |
| 10 мин | Штраф                                             | 14 мин |                            | Судьи: Джефф Ингрэм Петер Стано Линейные судьи: Максим Шапю Брайан Оливер |
|        |                                                   | |                            |                                                                           |
|        | 20                                                | Броски | 34                         |                                                                           |

| 31 декабря 2018 17:00 | Россия | 2:1 (1:1, 0:0, 1:0) | Канада | Роджерс-арена Зрителей: 17 556 |

| Отчёт                                                                                      | Отчёт                       | Отчёт                           | Отчёт                                                     | Отчёт                                                                              |
| ------------------------------------------------------------------------------------------ | --------------------------- | ------------------------------- | --------------------------------------------------------- | ---------------------------------------------------------------------------------- |
|                                                                                            |                             |                                 |                                                           |                                                                                    |
|                                                                                            | Пётр Кочетков — 00:00-60:00 | Вратари                         | 00:00-57:59 — Майкл Дипьетро 59:53-60:00 — Майкл Дипьетро | Судьи: Эндрю Бруггеман Микаэль Шёквист Линейные судьи: Балаж Ковач Эмиль Юлетуйнен |
|                                                                                            | Голы:                       |                                 |                                                           | Судьи: Эндрю Бруггеман Микаэль Шёквист Линейные судьи: Балаж Ковач Эмиль Юлетуйнен |
| Григорий Денисенко (бол.)— 05:21 (В. Кравцов, Д. Саморуков) Павел Шэн — 51:00 (А. Романов) | 0:1 :1 2:1                  | 02:20 — Коди Гласс (О. Типпетт) |                                                           | Судьи: Эндрю Бруггеман Микаэль Шёквист Линейные судьи: Балаж Ковач Эмиль Юлетуйнен |
|                                                                                            |                             |                                 |                                                           | Судьи: Эндрю Бруггеман Микаэль Шёквист Линейные судьи: Балаж Ковач Эмиль Юлетуйнен |
|                                                                                            |                             |                                 |                                                           | Судьи: Эндрю Бруггеман Микаэль Шёквист Линейные судьи: Балаж Ковач Эмиль Юлетуйнен |
|                                                                                            |                             |                                 |                                                           | Судьи: Эндрю Бруггеман Микаэль Шёквист Линейные судьи: Балаж Ковач Эмиль Юлетуйнен |
| 10 мин                                                                                     | Штраф                       | 18 мин                          |                                                           | Судьи: Эндрю Бруггеман Микаэль Шёквист Линейные судьи: Балаж Ковач Эмиль Юлетуйнен |
|                                                                                            |                             |                                 |                                                           |                                                                                    |
|                                                                                            | 31                          | Броски                          | 31                                                        |                                                                                    |

### Группа B
| М | Сборная   | И | В | ВО | ПО | П | ШЗ | ШП | РШ  | О  |
| - | --------- | - | - | -- | -- | - | -- | -- | --- | -- |
| 1 | Швеция    | 4 | 3 | 1  | 0  | 0 | 16 | 8  | +8  | 11 |
| 2 | США       | 4 | 3 | 0  | 1  | 0 | 18 | 9  | +9  | 10 |
| 3 | Финляндия | 4 | 2 | 0  | 0  | 2 | 12 | 7  | +5  | 6  |
| 4 | Словакия  | 4 | 1 | 0  | 0  | 3 | 15 | 14 | +1  | 3  |
| 5 | Казахстан | 4 | 0 | 0  | 0  | 4 | 5  | 28 | -23 | 0  |

Время местное (UTC-8).
| 26 декабря 2018 15:30 | США | 2:1 (0:0, 0:1, 2:0) | Словакия | Сейв-он-фудс Мемориал Центр Зрителей: 6208 |

| Отчёт                                                                                | Отчёт                     | Отчёт                             | Отчёт                       | Отчёт                                                                         |
| ------------------------------------------------------------------------------------ | ------------------------- | --------------------------------- | --------------------------- | ----------------------------------------------------------------------------- |
|                                                                                      |                           |                                   |                             |                                                                               |
|                                                                                      | Кайл Кейсер — 00:00-60:00 | Вратари                           | 00:00-60:00 — Самуэл Главай | Судьи: Джефф Ингрэм Микаэль Шёквист Линейные судьи: Максим Шапю Дмитрий Шишло |
|                                                                                      | Голы:                     |                                   |                             | Судьи: Джефф Ингрэм Микаэль Шёквист Линейные судьи: Максим Шапю Дмитрий Шишло |
| Майки Андерсон (бол.) — 41:22 (Д. Хьюз) Эван Барратт — 45:42 (Т. Мэдден, Д. Самберг) | 0:1 :1 2:1                | 37:17 — Марек Коренчик (А. Лиска) |                             | Судьи: Джефф Ингрэм Микаэль Шёквист Линейные судьи: Максим Шапю Дмитрий Шишло |
|                                                                                      |                           |                                   |                             | Судьи: Джефф Ингрэм Микаэль Шёквист Линейные судьи: Максим Шапю Дмитрий Шишло |
|                                                                                      |                           |                                   |                             | Судьи: Джефф Ингрэм Микаэль Шёквист Линейные судьи: Максим Шапю Дмитрий Шишло |
|                                                                                      |                           |                                   |                             | Судьи: Джефф Ингрэм Микаэль Шёквист Линейные судьи: Максим Шапю Дмитрий Шишло |
| 4 мин                                                                                | Штраф                     | 6 мин                             |                             | Судьи: Джефф Ингрэм Микаэль Шёквист Линейные судьи: Максим Шапю Дмитрий Шишло |
|                                                                                      |                           |                                   |                             |                                                                               |
|                                                                                      | 34                        | Броски                            | 14                          |                                                                               |

| 26 декабря 2018 19:30 | Финляндия | 1:2 (0:1, 0:1, 1:0) | Швеция | Сейв-он-фудс Мемориал Центр Зрителей: 6319 |

| Отчёт                                              | Отчёт                              | Отчёт | Отчёт                        | Отчёт                                                                               |
| -------------------------------------------------- | ---------------------------------- | --- | ---------------------------- | ----------------------------------------------------------------------------------- |
|                                                    |                                    | |                              |                                                                                     |
|                                                    | Укко-Пекка Луукконен — 00:00-58:02 | Вратари | 00:00-60:00 — Самуэль Эрссон | Судьи: Джонатан Алари Евгений Ромасько Линейные судьи: Майкл Харрингтон Балаж Ковач |
|                                                    | Голы:                              | |                              | Судьи: Джонатан Алари Евгений Ромасько Линейные судьи: Майкл Харрингтон Балаж Ковач |
| Аарне Талвити (бол.) — 56:26 (К. Какко, Е. Юлёнен) | 0:1 0:2 1:2                        | 13:14 — Эрик Бреннстрём (бол.) (Э. Бемстрём, А. Боквист) 23:55 — Эрик Бреннстрём (бол.) (И. Лундестрём, А. Боквист) |                              | Судьи: Джонатан Алари Евгений Ромасько Линейные судьи: Майкл Харрингтон Балаж Ковач |
|                                                    |                                    | |                              | Судьи: Джонатан Алари Евгений Ромасько Линейные судьи: Майкл Харрингтон Балаж Ковач |
|                                                    |                                    | |                              | Судьи: Джонатан Алари Евгений Ромасько Линейные судьи: Майкл Харрингтон Балаж Ковач |
|                                                    |                                    | |                              | Судьи: Джонатан Алари Евгений Ромасько Линейные судьи: Майкл Харрингтон Балаж Ковач |
| 14 мин                                             | Штраф                              | 6 мин |                              | Судьи: Джонатан Алари Евгений Ромасько Линейные судьи: Майкл Харрингтон Балаж Ковач |
|                                                    |                                    | |                              |                                                                                     |
|                                                    | 30                                 | Броски | 30                           |                                                                                     |

| 27 декабря 2018 15:30 | Словакия | 2:5 (1:2, 0:1, 1:2) | Швеция | Сейв-он-фудс Мемориал Центр Зрителей: 5896 |

| Отчёт                                                                       | Отчёт                      | Отчёт | Отчёт                        | Отчёт                                                                             |
| --------------------------------------------------------------------------- | -------------------------- | --- | ---------------------------- | --------------------------------------------------------------------------------- |
|                                                                             |                            | |                              |                                                                                   |
|                                                                             | Юрай Шкленар — 00:00-60:00 | Вратари | 00:00-60:00 — Самуэль Эрссон | Судьи: Джефф Ингрэм Даниэль Пражак Линейные судьи: Майкл Харрингтон Даниэль Гынек |
|                                                                             | Голы:                      | |                              | Судьи: Джефф Ингрэм Даниэль Пражак Линейные судьи: Майкл Харрингтон Даниэль Гынек |
| Адам Лиска (бол.) — 13:43 (П. Грегорчак, М. Фехервары) Милош Фафрак — 48:57 | 0:1 :1 1:2 1:3 1:4 2:4 2:5 | 11:42 — Лукас Элвенес 16:12 — Эмиль Бемстрём (Р. Хагг, Н. Лундквист) 26:40 — Эмиль Бемстрём (бол.) (Л. Элвенес, Р. Сандин) 45:09 — Эрик Бреннстрём (бол.) (И. Лундестрём, А. Боквист) 52:37 — Исак Лундестрём |                              | Судьи: Джефф Ингрэм Даниэль Пражак Линейные судьи: Майкл Харрингтон Даниэль Гынек |
|                                                                             |                            | |                              | Судьи: Джефф Ингрэм Даниэль Пражак Линейные судьи: Майкл Харрингтон Даниэль Гынек |
|                                                                             |                            | |                              | Судьи: Джефф Ингрэм Даниэль Пражак Линейные судьи: Майкл Харрингтон Даниэль Гынек |
|                                                                             |                            | |                              | Судьи: Джефф Ингрэм Даниэль Пражак Линейные судьи: Майкл Харрингтон Даниэль Гынек |
| 8 мин                                                                       | Штраф                      | 12 мин |                              | Судьи: Джефф Ингрэм Даниэль Пражак Линейные судьи: Майкл Харрингтон Даниэль Гынек |
|                                                                             |                            | |                              |                                                                                   |
|                                                                             | 22                         | Броски | 26                           |                                                                                   |

| 27 декабря 2018 19:30 | Финляндия | 5:0 (2:0, 1:0, 2:0) | Казахстан | Сейв-он-фудс Мемориал Центр Зрителей: 5863 |

| Отчёт | Отчёт                        | Отчёт   | Отчёт                       | Отчёт                                                                        |
| --- | ---------------------------- | ------- | --------------------------- | ---------------------------------------------------------------------------- |
| |                              |         |                             |                                                                              |
| | Филип Линдберг — 00:00-60:00 | Вратари | 00:00-60:00 — Демид Еремеев | Судьи: Андрис Ансонс Микаэль Шёквист Линейные судьи: Максим Шапю Балаж Ковач |
| | Голы:                        |         |                             | Судьи: Андрис Ансонс Микаэль Шёквист Линейные судьи: Максим Шапю Балаж Ковач |
| Отто Латвала — 12:52 (С. Виртанен, Е. Юлёнен) Аарне Талвити — 15:08 Самули Вайнионпаа — 32:49 (В. Пуустинен) Каапо Какко — 47:17 (А. Лунделл, Е. Юлёнен) Алекси Хепониеми — 49:13 (Р. Купари, Х. Йокихарью) | 1:0 2:0 3:0 4:0 5:0          |         |                             | Судьи: Андрис Ансонс Микаэль Шёквист Линейные судьи: Максим Шапю Балаж Ковач |
| |                              |         |                             | Судьи: Андрис Ансонс Микаэль Шёквист Линейные судьи: Максим Шапю Балаж Ковач |
| |                              |         |                             | Судьи: Андрис Ансонс Микаэль Шёквист Линейные судьи: Максим Шапю Балаж Ковач |
| |                              |         |                             | Судьи: Андрис Ансонс Микаэль Шёквист Линейные судьи: Максим Шапю Балаж Ковач |
| 2 мин | Штраф                        | 10 мин  |                             | Судьи: Андрис Ансонс Микаэль Шёквист Линейные судьи: Максим Шапю Балаж Ковач |
| |                              |         |                             |                                                                              |
| | 56                           | Броски  | 18                          |                                                                              |

| 28 декабря 2018 19:30 | Казахстан | 2:8 (1:4, 0:3, 1:1) | США | Сейв-он-фудс Мемориал Центр Зрителей: 6185 |

| Отчёт                                                                                  | Отчёт                                                                                   | Отчёт | Отчёт                      | Отчёт                                                                            |
| -------------------------------------------------------------------------------------- | --------------------------------------------------------------------------------------- | --- | -------------------------- | -------------------------------------------------------------------------------- |
|                                                                                        |                                                                                         | |                            |                                                                                  |
|                                                                                        | Владислав Нурек — 00:00-08:10 Демид Еремеев — 08:10-32:11 Владислав Нурек — 32:11-60:00 | Вратари | 00:00-60:00 — Кейден Примо | Судьи: Джонатан Алари Даниэль Пражак Линейные судьи: Даниэль Гынек Дмитрий Шишло |
|                                                                                        | Голы:                                                                                   | |                            | Судьи: Джонатан Алари Даниэль Пражак Линейные судьи: Даниэль Гынек Дмитрий Шишло |
| Андрей Буяльский — 01:55 (В. Орехов) Дмитрий Митенков — 49:56 (В. Орехов, А. Гатиятов) | 0:1 :1 1:2 1:3 1:4 1:5 1:6 1:7 1:8 2:8                                                  | 01:37 — Оливер Валстром (Р. Пелинг) 05:13 — Джоэл Фараби (бол.) (Д. Робертсон, К. Хьюз) 08:53 — Джоэл Фараби (Д. Робертсон, Д. Норрис) 12:05 — Джоэл Фараби (Д. Робертсон) 25:46 — Александр Хмелевски (бол.) (Р. Пелинг, М. Андерсон) 30:50 — Райан Пелинг (мен.) 32:11 — Тайлер Мэдден (К. Миллер) 40:23 — Джош Норрис (Д. Робертсон) |                            | Судьи: Джонатан Алари Даниэль Пражак Линейные судьи: Даниэль Гынек Дмитрий Шишло |
|                                                                                        |                                                                                         | |                            | Судьи: Джонатан Алари Даниэль Пражак Линейные судьи: Даниэль Гынек Дмитрий Шишло |
|                                                                                        |                                                                                         | |                            | Судьи: Джонатан Алари Даниэль Пражак Линейные судьи: Даниэль Гынек Дмитрий Шишло |
|                                                                                        |                                                                                         | |                            | Судьи: Джонатан Алари Даниэль Пражак Линейные судьи: Даниэль Гынек Дмитрий Шишло |
| 14 мин                                                                                 | Штраф                                                                                   | 10 мин |                            | Судьи: Джонатан Алари Даниэль Пражак Линейные судьи: Даниэль Гынек Дмитрий Шишло |
|                                                                                        |                                                                                         | |                            |                                                                                  |
|                                                                                        | 13                                                                                      | Броски | 66                         |                                                                                  |

| 29 декабря 2018 15:30 | Словакия | 1:5 (0:2, 1:2, 0:1) | Финляндия | Сейв-он-фудс Мемориал Центр Зрителей: 6045 |

| Отчёт                                              | Отчёт                       | Отчёт | Отчёт                              | Отчёт                                                                               |
| -------------------------------------------------- | --------------------------- | --- | ---------------------------------- | ----------------------------------------------------------------------------------- |
|                                                    |                             | |                                    |                                                                                     |
|                                                    | Самуэл Главай — 00:00-60:00 | Вратари | 00:00-60:00 — Укко-Пекка Луукконен | Судьи: Андрис Ансонс Микаэль Шёквист Линейные судьи: Майкл Харрингтон Даниэль Гынек |
|                                                    | Голы:                       | |                                    | Судьи: Андрис Ансонс Микаэль Шёквист Линейные судьи: Майкл Харрингтон Даниэль Гынек |
| Милош Роман (бол.) — 36:24 (М. Фехервары, М. Иван) | 0:1 0:2 0:3 0:4 1:4 1:5     | 12:24 — Хенри Йокихарью (бол.) (А. Хепониеми, Э. Толванен) 16:43 — Сантери Виртанен (У. Вааканайнен, А. Талвити) 22:02 — Вилле Хейнола (К. Какко, Х. Йокихарью) 33:53 — Антон Лунделл (В. Хейнола) 53:01 — Оскари Лааксонен (Э. Толванен, У-П. Луукконен) |                                    | Судьи: Андрис Ансонс Микаэль Шёквист Линейные судьи: Майкл Харрингтон Даниэль Гынек |
|                                                    |                             | |                                    | Судьи: Андрис Ансонс Микаэль Шёквист Линейные судьи: Майкл Харрингтон Даниэль Гынек |
|                                                    |                             | |                                    | Судьи: Андрис Ансонс Микаэль Шёквист Линейные судьи: Майкл Харрингтон Даниэль Гынек |
|                                                    |                             | |                                    | Судьи: Андрис Ансонс Микаэль Шёквист Линейные судьи: Майкл Харрингтон Даниэль Гынек |
| 12 мин                                             | Штраф                       | 12 мин |                                    | Судьи: Андрис Ансонс Микаэль Шёквист Линейные судьи: Майкл Харрингтон Даниэль Гынек |
|                                                    |                             | |                                    |                                                                                     |
|                                                    | 23                          | Броски | 36                                 |                                                                                     |

| 29 декабря 2018 19:30 | Швеция | 5:4 (OT) (1:0, 2:0, 1:4, 1:0) | США | Сейв-он-фудс Мемориал Центр Зрителей: 6602 |

| Отчёт | Отчёт                               | Отчёт | Отчёт                                                                                                   | Отчёт                                                                        |
| --- | ----------------------------------- | --- | --- | ---------------------------------------------------------------------------- |
| |                                     | | |                                                                              |
| | Самуэль Эрссон — 00:00-63:51        | Вратари | 00:00-57:34 — Кайл Кейсер 59:23-59:27 — Кайл Кейсер 59:27-59:36 — Кайл Кейсер 59:36-63:51 — Кайл Кейсер | Судьи: Джефф Ингрэм Евгений Ромасько Линейные судьи: Максим Шапю Балаж Ковач |
| | Голы:                               | | | Судьи: Джефф Ингрэм Евгений Ромасько Линейные судьи: Максим Шапю Балаж Ковач |
| Филип Вестерлунд — 04:47 (Л. Фагемо, Л. Элвенес) Рикард Хагг — 29:21 (Э. Бемстрём, Ф. Броберг) Эмиль Бемстрём — 32:39 (Д. Густафссон) Эрик Бреннстрём — 42:33 (Д. Густафссон, Ф. Вестерлунд) Адам Боквист — 63:51 (Л. Элвенес) | 1:0 2:0 3:0 4:0 4:1 4:2 4:3 4:4 5:4 | 49:34 — Майки Андерсон (бол.) (А. Хмелевски, Р. Пелинг) 53:25 — Райан Пелинг (бол.) (О. Валстром, А. Хмелевски) 59:23 — Райан Пелинг (О. Валстром, К. Хьюз) 59:36 — Райан Пелинг (Д. Фараби) | | Судьи: Джефф Ингрэм Евгений Ромасько Линейные судьи: Максим Шапю Балаж Ковач |
| |                                     | | | Судьи: Джефф Ингрэм Евгений Ромасько Линейные судьи: Максим Шапю Балаж Ковач |
| |                                     | | | Судьи: Джефф Ингрэм Евгений Ромасько Линейные судьи: Максим Шапю Балаж Ковач |
| |                                     | | | Судьи: Джефф Ингрэм Евгений Ромасько Линейные судьи: Максим Шапю Балаж Ковач |
| 6 мин | Штраф                               | 4 мин | | Судьи: Джефф Ингрэм Евгений Ромасько Линейные судьи: Максим Шапю Балаж Ковач |
| |                                     | | |                                                                              |
| | 33                                  | Броски | 29 |                                                                              |

| 30 декабря 2018 19:30 | Казахстан | 2:11 (0:6, 1:3, 1:2) | Словакия | Сейв-он-фудс Мемориал Центр Зрителей: 5685 |

| Отчёт | Отчёт                                                                                 | Отчёт | Отчёт                       | Отчёт                                                                                 |
| --- | ------------------------------------------------------------------------------------- | --- | --------------------------- | ------------------------------------------------------------------------------------- |
| |                                                                                       | |                             |                                                                                       |
| | Демид Еремеев — 00:00-05:26 Владислав Нурек — 05:26-28:15 Демид Еремеев — 28:15-60:00 | Вратари | 00:00-60:00 — Самуэл Главай | Судьи: Даниэль Пражак Евгений Ромасько Линейные судьи: Майкл Харрингтон Дмитрий Шишло |
| | Голы:                                                                                 | |                             | Судьи: Даниэль Пражак Евгений Ромасько Линейные судьи: Майкл Харрингтон Дмитрий Шишло |
| Артур Гатиятов (бол.)— 30:13 (Самат Данияр, В. Орехов) Артур Гатиятов (бол.)— 46:25 (Б. Муратов, Самат Данияр) | 0:1 0:2 0:3 0:4 0:5 0:6 0:7 0:8 1:8 1:9 2:9 2:10 2:11                                 | 00:22 — Адам Лиска (П. Грегорчак, М. Роман) 00:32 — Адам Ружичка (М. Поспишил, М. Коренчик) 05:26 — Адам Ружичка (бол.) (М. Коренчик, Ф. Кривошик) 08:21 — Ондржей Коллар (М. Келемен) 11:20 — Филип Кривошик (А. Ружичка) 14:17 — Марсел Длугош (Й. Балаж, П. Регенда) 22:27 — Ондржей Коллар 27:41 — Милош Роман (бол.) (П. Грегорчак, А. Лиска) 33:36 — Павол Регенда (Д. Демо) 54:13 — Марсел Длугош (Й. Балаж, П. Регенда) 59:47 — Ондржей Коллар (М. Келемен, Д. Демо) |                             | Судьи: Даниэль Пражак Евгений Ромасько Линейные судьи: Майкл Харрингтон Дмитрий Шишло |
| |                                                                                       | |                             | Судьи: Даниэль Пражак Евгений Ромасько Линейные судьи: Майкл Харрингтон Дмитрий Шишло |
| |                                                                                       | |                             | Судьи: Даниэль Пражак Евгений Ромасько Линейные судьи: Майкл Харрингтон Дмитрий Шишло |
| |                                                                                       | |                             | Судьи: Даниэль Пражак Евгений Ромасько Линейные судьи: Майкл Харрингтон Дмитрий Шишло |
| 10 мин | Штраф                                                                                 | 14 мин |                             | Судьи: Даниэль Пражак Евгений Ромасько Линейные судьи: Майкл Харрингтон Дмитрий Шишло |
| |                                                                                       | |                             |                                                                                       |
| | 18                                                                                    | Броски | 47                          |                                                                                       |

| 31 декабря 2018 15:30 | Швеция | 4:1 (3:0, 0:0, 1:1) | Казахстан | Сейв-он-фудс Мемориал Центр Зрителей: 5632 |

| Отчёт | Отчёт                          | Отчёт                                                     | Отчёт                        | Отчёт                                                                               |
| --- | ------------------------------ | --------------------------------------------------------- | ---------------------------- | ----------------------------------------------------------------------------------- |
| |                                |                                                           |                              |                                                                                     |
| | Олле Эрикссон Эк — 00:00-60:00 | Вратари                                                   | 00:00-60:00 — Денис Каратаев | Судьи: Кеннет Андерсон Андрис Ансонс Линейные судьи: Лаури Никулайнен Дмитрий Шишло |
| | Голы:                          |                                                           |                              | Судьи: Кеннет Андерсон Андрис Ансонс Линейные судьи: Лаури Никулайнен Дмитрий Шишло |
| Эмиль Бемстрём — 07:10 (О. Бэк, Р. Сандин) Расмус Сандин — 12:13 (И. Лундестрём) Нильс Лундквист — 16:49 Расмус Сандин — 59:21 (Д. Густафссон) | 1:0 2:0 3:0 3:1 4:1            | 49:46 — Батырлан Муратов (бол.) (В. Орехов, Самат Данияр) |                              | Судьи: Кеннет Андерсон Андрис Ансонс Линейные судьи: Лаури Никулайнен Дмитрий Шишло |
| |                                |                                                           |                              | Судьи: Кеннет Андерсон Андрис Ансонс Линейные судьи: Лаури Никулайнен Дмитрий Шишло |
| |                                |                                                           |                              | Судьи: Кеннет Андерсон Андрис Ансонс Линейные судьи: Лаури Никулайнен Дмитрий Шишло |
| |                                |                                                           |                              | Судьи: Кеннет Андерсон Андрис Ансонс Линейные судьи: Лаури Никулайнен Дмитрий Шишло |
| 10 мин | Штраф                          | 2 мин                                                     |                              | Судьи: Кеннет Андерсон Андрис Ансонс Линейные судьи: Лаури Никулайнен Дмитрий Шишло |
| |                                |                                                           |                              |                                                                                     |
| | 56                             | Броски                                                    | 11                           |                                                                                     |

| 31 декабря 2018 19:30 | США | 4:1 (1:0, 2:0, 1:1) | Финляндия | Сейв-он-фудс Мемориал Центр Зрителей: 6556 |

| Отчёт | Отчёт                      | Отчёт                                            | Отчёт                              | Отчёт                                                                          |
| --- | -------------------------- | ------------------------------------------------ | ---------------------------------- | ------------------------------------------------------------------------------ |
| |                            |                                                  |                                    |                                                                                |
| | Кейден Примо — 00:00-60:00 | Вратари                                          | 00:00-60:00 — Укко-Пекка Луукконен | Судьи: Джонатан Алари Тобиас Бьорк Линейные судьи: Дмитрий Голяк Даниэль Гынек |
| | Голы:                      |                                                  |                                    | Судьи: Джонатан Алари Тобиас Бьорк Линейные судьи: Дмитрий Голяк Даниэль Гынек |
| Джейсон Робертсон — 19:51 (Д. Фараби) Тайлер Мэдден — 31:40 (Д. Норрис) Райан Пелинг — 36:42 (Ф. Кемп) Тайлер Мэдден (бол.)— 42:02 (Д. Норрис, Д. Робертсон) | 1:0 2:0 3:0 4:0 4:1        | 53:16 — Ессе Юлёнен (У. Вааканайнен, А. Талвити) |                                    | Судьи: Джонатан Алари Тобиас Бьорк Линейные судьи: Дмитрий Голяк Даниэль Гынек |
| |                            |                                                  |                                    | Судьи: Джонатан Алари Тобиас Бьорк Линейные судьи: Дмитрий Голяк Даниэль Гынек |
| |                            |                                                  |                                    | Судьи: Джонатан Алари Тобиас Бьорк Линейные судьи: Дмитрий Голяк Даниэль Гынек |
| |                            |                                                  |                                    | Судьи: Джонатан Алари Тобиас Бьорк Линейные судьи: Дмитрий Голяк Даниэль Гынек |
| 6 мин | Штраф                      | 30 мин                                           |                                    | Судьи: Джонатан Алари Тобиас Бьорк Линейные судьи: Дмитрий Голяк Даниэль Гынек |
| |                            |                                                  |                                    |                                                                                |
| | 39                         | Броски                                           | 28                                 |                                                                                |

## Утешительный раунд
Команды выявляли лучшего в серии из трёх игр. Сборная Казахстана одержала победу в первых двух матчах, поэтому третья игра была отменена. Проигравшая серию сборная Дании заняла на турнире десятое место и перешла в первый дивизион чемпионата мира 2020 года.
Время местное (UTC-8).
| 2 января 2019 11:00 | Казахстан | 4:3 (2:1, 1:0, 1:2) | Дания | Роджерс-арена Зрителей: 5975 |

| Отчёт | Отчёт                       | Отчёт | Отчёт                                             | Отчёт                                                                           |
| --- | --------------------------- | --- | ------------------------------------------------- | ------------------------------------------------------------------------------- |
| |                             | |                                                   |                                                                                 |
| | Демид Еремеев — 00:00-60:00 | Вратари | 00:00-58:09 — Мадс Сёгор 58:09-60:00 — Мадс Сёгор | Судьи: Эндрю Бруггеман Микаэль Шёквист Линейные судьи: Балаж Ковач Петер Шефчик |
| | Голы:                       | |                                                   | Судьи: Эндрю Бруггеман Микаэль Шёквист Линейные судьи: Балаж Ковач Петер Шефчик |
| Олег Бойко — 01:36 (Е. Шинкарецкий, А. Буяльский) Ернар Мусабаев — 11:16 (А. Королёв, Р. Дёмин) Саян Данияр (бол.)— 33:00 (А. Гатиятов, Самат Данияр) Артур Гатиятов — 48:06 | 1:0 1:1 2:1 3:1 3:2 4:2 4:3 | 09:00 — Йонас Рёнбьерг (Ф. Шютц, М. Сетков) 41:29 — Андреас Грюндтвиг (Л. Андерсен, В. Кубарс) 57:40 — Малте Сетков (бол.) (Й. Рёнбьерг, Й. Бринкман) |                                                   | Судьи: Эндрю Бруггеман Микаэль Шёквист Линейные судьи: Балаж Ковач Петер Шефчик |
| |                             | |                                                   | Судьи: Эндрю Бруггеман Микаэль Шёквист Линейные судьи: Балаж Ковач Петер Шефчик |
| |                             | |                                                   | Судьи: Эндрю Бруггеман Микаэль Шёквист Линейные судьи: Балаж Ковач Петер Шефчик |
| |                             | |                                                   | Судьи: Эндрю Бруггеман Микаэль Шёквист Линейные судьи: Балаж Ковач Петер Шефчик |
| 10 мин | Штраф                       | 14 мин |                                                   | Судьи: Эндрю Бруггеман Микаэль Шёквист Линейные судьи: Балаж Ковач Петер Шефчик |
| |                             | |                                                   |                                                                                 |
| | 19                          | Броски | 43                                                |                                                                                 |

| 4 января 2019 09:00 | Дания | 0:4 (0:2, 0:0, 0:2) | Казахстан | Роджерс-арена Зрителей: 3502 |

| Отчёт | Отчёт | Отчёт | Отчёт                       | Отчёт                                                                     |
| ----- | --- | --- | --------------------------- | ------------------------------------------------------------------------- |
|       | | |                             |                                                                           |
|       | Мадс Сёгор — 00:00-04:47 Вилльям Рорт — 04:47-57:14 Вилльям Рорт — 58:27-58:33 Вилльям Рорт — 59:05-60:00 | Вратари | 00:00-60:00 — Демид Еремеев | Судьи: Андрис Ансонс Петер Стано Линейные судьи: Балаж Ковач Петер Шефчик |
|       | Голы: | |                             | Судьи: Андрис Ансонс Петер Стано Линейные судьи: Балаж Ковач Петер Шефчик |
|       | 0:1 0:2 0:3 0:4                                                                                           | 00:35 — Саян Данияр (А. Гатиятов) 04:47 — Давид Макутский (А. Жорабек, Е. Шинкарецкий) 58:27 — Артур Гатиятов (п.в.) (Б. Муратов, В. Орехов) 59:05 — Артур Гатиятов (п.в.) (Б. Муратов, Самат Данияр) |                             | Судьи: Андрис Ансонс Петер Стано Линейные судьи: Балаж Ковач Петер Шефчик |
|       | | |                             | Судьи: Андрис Ансонс Петер Стано Линейные судьи: Балаж Ковач Петер Шефчик |
|       | | |                             | Судьи: Андрис Ансонс Петер Стано Линейные судьи: Балаж Ковач Петер Шефчик |
|       | | |                             | Судьи: Андрис Ансонс Петер Стано Линейные судьи: Балаж Ковач Петер Шефчик |
| 6 мин | Штраф | 18 мин |                             | Судьи: Андрис Ансонс Петер Стано Линейные судьи: Балаж Ковач Петер Шефчик |
|       | | |                             |                                                                           |
|       | 25 | Броски | 16                          |                                                                           |

## Плей-офф
|  | Четвертьфиналы | Четвертьфиналы | Четвертьфиналы | Четвертьфиналы | Четвертьфиналы | Четвертьфиналы | Четвертьфиналы | Четвертьфиналы | Четвертьфиналы | Четвертьфиналы |           |           | Полуфиналы | Полуфиналы | Полуфиналы | Полуфиналы        | Полуфиналы        | Полуфиналы        | Полуфиналы        | Полуфиналы        | Полуфиналы        | Полуфиналы        |                   |                   | Финал             | Финал     | Финал     | Финал     | Финал     | Финал     | Финал     | Финал     | Финал     | Финал |
|  |                |                |                |                |                |                |                |                |                |                |           |           |            |            |            |                   |                   |                   |                   |                   |                   |                   |                   |                   |                   |           |           |           |           |           |           |           |           |       |
|  | A1             | Россия         | Россия         | Россия         | Россия         | Россия         | Россия         | Россия         | Россия         | 8              |           |           |            |            |            |                   |                   |                   |                   |                   |                   |                   |                   |                   |                   |           |           |           |           |           |           |           |           |       |
|  | A1             | Россия         | Россия         | Россия         | Россия         | Россия         | Россия         | Россия         | Россия         | 8              |           |           |            |            |            |                   |                   |                   |                   |                   |                   |                   |                   |                   |                   |           |           |           |           |           |           |           |           |       |
|  | B4             | Словакия       | Словакия       | Словакия       | Словакия       | Словакия       | Словакия       | Словакия       | Словакия       | 3              |           |           |            |            |            |                   |                   |                   |                   |                   |                   |                   |                   |                   |                   |           |           |           |           |           |           |           |           |       |
|  | B4             | Словакия       | Словакия       | Словакия       | Словакия       | Словакия       | Словакия       | Словакия       | Словакия       | 3              | A1        | Россия    | Россия     | Россия     | Россия     | Россия            | Россия            | Россия            | Россия            | 1                 |                   |                   |                   |                   |                   |           |           |           |           |           |           |           |           |       |
|  |                |                |                |                |                |                |                |                |                |                | A1        | Россия    | Россия     | Россия     | Россия     | Россия            | Россия            | Россия            | Россия            | 1                 |                   |                   |                   |                   |                   |           |           |           |           |           |           |           |           |       |
|  |                |                | B2             | США            | США            | США            | США            | США            | США            | США            | США       | 2         |            |            |            |                   |                   |                   |                   |                   |                   |                   |                   |                   |                   |           |           |           |           |           |           |           |           |       |
|  | B2             | США            | США            | США            | США            | США            | США            | США            | США            | США            | США       | 2         | 3          |            |            |                   |                   |                   |                   |                   |                   |                   |                   |                   |                   |           |           |           |           |           |           |           |           |       |
|  | B2             | США            | США            | США            | США            | США            | США            | США            | США            |                |           |           | 3          |            |            |                   |                   |                   |                   |                   |                   |                   |                   |                   |                   |           |           |           |           |           |           |           |           |       |
|  | A3             | Чехия          | Чехия          | Чехия          | Чехия          | Чехия          | Чехия          | Чехия          | Чехия          | 1              |           |           |            |            |            |                   |                   |                   |                   |                   |                   |                   |                   |                   |                   |           |           |           |           |           |           |           |           |       |
|  | A3             | Чехия          | Чехия          | Чехия          | Чехия          | Чехия          | Чехия          | Чехия          | Чехия          | 1              |           |           |            |            |            |                   |                   |                   |                   |                   |                   |                   | B2                | США               | США               | США       | США       | США       | США       | США       | США       | 2         |           |       |
|  |                |                |                |                |                |                |                |                |                |                |           |           |            |            |            |                   |                   |                   |                   |                   |                   |                   | B2                | США               | США               | США       | США       | США       | США       | США       | США       | 2         |           |       |
|  |                |                | B3             | Финляндия      | Финляндия      | Финляндия      | Финляндия      | Финляндия      | Финляндия      | Финляндия      | Финляндия | 3         |            |            |            |                   |                   |                   |                   |                   |                   |                   |                   |                   |                   |           |           |           |           |           |           |           |           |       |
|  | B1             | Швеция         | Швеция         | Швеция         | Швеция         | Швеция         | Швеция         | Швеция         | Швеция         | Финляндия      | Финляндия | 3         | 0          |            |            |                   |                   |                   |                   |                   |                   |                   |                   |                   |                   |           |           |           |           |           |           |           |           |       |
|  | B1             | Швеция         | Швеция         | Швеция         | Швеция         | Швеция         | Швеция         | Швеция         | Швеция         |                |           |           | 0          |            |            |                   |                   |                   |                   |                   |                   |                   |                   |                   |                   |           |           |           |           |           |           |           |           |       |
|  | A4             | Швейцария      | Швейцария      | Швейцария      | Швейцария      | Швейцария      | Швейцария      | Швейцария      | Швейцария      | 2              |           |           |            |            |            |                   |                   |                   |                   |                   |                   |                   |                   |                   |                   |           |           |           |           |           |           |           |           |       |
|  | A4             | Швейцария      | Швейцария      | Швейцария      | Швейцария      | Швейцария      | Швейцария      | Швейцария      | Швейцария      | 2              | A4        | Швейцария | Швейцария  | Швейцария  | Швейцария  | Швейцария         | Швейцария         | Швейцария         | Швейцария         | 1                 |                   |                   |                   |                   |                   |           |           |           |           |           |           |           |           |       |
|  |                |                |                |                |                |                |                |                |                |                | A4        | Швейцария | Швейцария  | Швейцария  | Швейцария  | Швейцария         | Швейцария         | Швейцария         | Швейцария         | 1                 |                   |                   |                   |                   |                   |           |           |           |           |           |           |           |           |       |
|  |                |                | B3             | Финляндия      | Финляндия      | Финляндия      | Финляндия      | Финляндия      | Финляндия      | Финляндия      | Финляндия | 6         |            |            |            |                   |                   |                   |                   |                   |                   |                   |                   |                   |                   |           |           |           |           |           |           |           |           |       |
|  | A2             | Канада         | Канада         | Канада         | Канада         | Канада         | Канада         | Канада         | Канада         | Финляндия      | Финляндия | 6         | 1          |            |            | Матч за 3-е место | Матч за 3-е место | Матч за 3-е место | Матч за 3-е место | Матч за 3-е место | Матч за 3-е место | Матч за 3-е место | Матч за 3-е место | Матч за 3-е место | Матч за 3-е место |           |           |           |           |           |           |           |           |       |
|  | A2             | Канада         | Канада         | Канада         | Канада         | Канада         | Канада         | Канада         | Канада         |                |           |           | 1          |            |            | Матч за 3-е место | Матч за 3-е место | Матч за 3-е место | Матч за 3-е место | Матч за 3-е место | Матч за 3-е место | Матч за 3-е место | Матч за 3-е место | Матч за 3-е место | Матч за 3-е место |           |           |           |           |           |           |           |           |       |
|  | B3             | Финляндия      | Финляндия      | Финляндия      | Финляндия      | Финляндия      | Финляндия      | Финляндия      | Финляндия      | 2              |           |           |            |            |            |                   |                   |                   |                   |                   |                   |                   |                   |                   |                   |           |           |           |           |           |           |           |           |       |
|  | B3             | Финляндия      | Финляндия      | Финляндия      | Финляндия      | Финляндия      | Финляндия      | Финляндия      | Финляндия      | 2              |           |           |            |            |            |                   |                   |                   |                   |                   |                   |                   |                   |                   |                   |           |           |           |           |           |           |           |           |       |
|  |                |                |                |                |                |                |                |                |                |                |           |           |            |            |            |                   |                   |                   |                   |                   |                   |                   |                   |                   | A1                | Россия    | Россия    | Россия    | Россия    | Россия    | Россия    | Россия    | Россия    | 5     |
|  |                |                |                |                |                |                |                |                |                |                |           |           |            |            |            |                   |                   |                   |                   |                   |                   |                   |                   |                   | A1                | Россия    | Россия    | Россия    | Россия    | Россия    | Россия    | Россия    | Россия    | 5     |
|  |                |                |                |                |                |                |                |                |                |                |           |           |            |            |            |                   |                   |                   |                   |                   |                   |                   |                   |                   | A4                | Швейцария | Швейцария | Швейцария | Швейцария | Швейцария | Швейцария | Швейцария | Швейцария | 2     |
|  |                |                |                |                |                |                |                |                |                |                |           |           |            |            |            |                   |                   |                   |                   |                   |                   |                   |                   |                   | A4                | Швейцария | Швейцария | Швейцария | Швейцария | Швейцария | Швейцария | Швейцария | Швейцария | 2     |

### Четвертьфинал
Время местное (UTC-8).
| 2 января 2019 13:00 | Швеция | 0:2 (0:1, 0:1, 0:0) | Швейцария | Сейв-он-фудс Мемориал Центр Зрителей: 5946 |

| Отчёт  | Отчёт                        | Отчёт                                                                      | Отчёт                          | Отчёт                                                                                  |
| ------ | ---------------------------- | -------------------------------------------------------------------------- | ------------------------------ | -------------------------------------------------------------------------------------- |
|        |                              |                                                                            |                                |                                                                                        |
|        | Самуэль Эрссон — 00:00-58:09 | Вратари                                                                    | 00:00-60:00 — Лука Холленштайн | Судьи: Кеннетт Андерсон Ласси Хейккинен Линейные судьи: Даниэль Гынек Лаури Никулайнен |
|        | Голы:                        |                                                                            |                                | Судьи: Кеннетт Андерсон Ласси Хейккинен Линейные судьи: Даниэль Гынек Лаури Никулайнен |
|        | 0:1 0:2                      | 15:23 — Янник Брюшвайле (Д. Бюргер) 33:59 — Лука Висс (С. Шмид, М. Вербун) |                                | Судьи: Кеннетт Андерсон Ласси Хейккинен Линейные судьи: Даниэль Гынек Лаури Никулайнен |
|        |                              |                                                                            |                                | Судьи: Кеннетт Андерсон Ласси Хейккинен Линейные судьи: Даниэль Гынек Лаури Никулайнен |
|        |                              |                                                                            |                                | Судьи: Кеннетт Андерсон Ласси Хейккинен Линейные судьи: Даниэль Гынек Лаури Никулайнен |
|        |                              |                                                                            |                                | Судьи: Кеннетт Андерсон Ласси Хейккинен Линейные судьи: Даниэль Гынек Лаури Никулайнен |
| 32 мин | Штраф                        | 20 мин                                                                     |                                | Судьи: Кеннетт Андерсон Ласси Хейккинен Линейные судьи: Даниэль Гынек Лаури Никулайнен |
|        |                              |                                                                            |                                |                                                                                        |
|        | 41                           | Броски                                                                     | 35                             |                                                                                        |

| 2 января 2019 15:30 | Канада | 1:2 (OT) (0:0, 1:0, 0:1, 0:1) | Финляндия | Роджерс-арена Зрителей: 17 047 |

| Отчёт                                     | Отчёт                        | Отчёт                                                                                                 | Отчёт | Отчёт                                                                                |
| ----------------------------------------- | ---------------------------- | --- | --- | ------------------------------------------------------------------------------------ |
|                                           |                              | | |                                                                                      |
|                                           | Майкл Дипьетро — 00:00-65:17 | Вратари                                                                                               | 00:00-57:35 — Укко-Пекка Луукконен 58:08-59:00 — Укко-Пекка Луукконен 59:13-65:17 — Укко-Пекка Луукконен | Судьи: Даниэль Пражак Евгений Ромасько Линейные судьи: Брайан Оливер Эмиль Юлетуйнен |
|                                           | Голы:                        | | | Судьи: Даниэль Пражак Евгений Ромасько Линейные судьи: Брайан Оливер Эмиль Юлетуйнен |
| Иэн Митчелл — 21:30 (Б. Хэйтон, М. Фрост) | 1:0 1:1 1:2                  | 59:13 — Алекси Хепониеми (Э. Толванен, У. Вааканайнен) 65:17 — Тони Утунен (А. Талвити, А. Хепониеми) | | Судьи: Даниэль Пражак Евгений Ромасько Линейные судьи: Брайан Оливер Эмиль Юлетуйнен |
|                                           |                              | | | Судьи: Даниэль Пражак Евгений Ромасько Линейные судьи: Брайан Оливер Эмиль Юлетуйнен |
|                                           |                              | | | Судьи: Даниэль Пражак Евгений Ромасько Линейные судьи: Брайан Оливер Эмиль Юлетуйнен |
|                                           |                              | | | Судьи: Даниэль Пражак Евгений Ромасько Линейные судьи: Брайан Оливер Эмиль Юлетуйнен |
| 4 мин                                     | Штраф                        | 6 мин                                                                                                 | | Судьи: Даниэль Пражак Евгений Ромасько Линейные судьи: Брайан Оливер Эмиль Юлетуйнен |
|                                           |                              | | |                                                                                      |
|                                           | 25                           | Броски                                                                                                | 34 |                                                                                      |

| 2 января 2019 17:00 | США | 3:1 (1:0, 1:0, 1:1) | Чехия | Сейв-он-фудс Мемориал Центр Зрителей: 6263 |

| Отчёт | Отчёт                      | Отчёт                                           | Отчёт                                                 | Отчёт                                                                          |
| --- | -------------------------- | ----------------------------------------------- | ----------------------------------------------------- | ------------------------------------------------------------------------------ |
| |                            |                                                 |                                                       |                                                                                |
| | Кейден Примо — 00:00-60:00 | Вратари                                         | 00:00-59:07 — Лукаш Достал 59:21-60:00 — Лукаш Достал | Судьи: Джонатан Алари Тобиас Бьорк Линейные судьи: Дмитрий Голяк Дмитрий Шишло |
| | Голы:                      |                                                 |                                                       | Судьи: Джонатан Алари Тобиас Бьорк Линейные судьи: Дмитрий Голяк Дмитрий Шишло |
| Ноа Кейтс — 12:12 (Д. Хьюз) Джош Норрис — 26:10 (Д. Робертсон) Александр Хмелевски (п.в.)— 59:21 (М. Андерсон) | 1:0 2:0 2:1 3:1            | 51:29 — Мартин Каут (бол.) (М. Нечас, Я. Йеник) |                                                       | Судьи: Джонатан Алари Тобиас Бьорк Линейные судьи: Дмитрий Голяк Дмитрий Шишло |
| |                            |                                                 |                                                       | Судьи: Джонатан Алари Тобиас Бьорк Линейные судьи: Дмитрий Голяк Дмитрий Шишло |
| |                            |                                                 |                                                       | Судьи: Джонатан Алари Тобиас Бьорк Линейные судьи: Дмитрий Голяк Дмитрий Шишло |
| |                            |                                                 |                                                       | Судьи: Джонатан Алари Тобиас Бьорк Линейные судьи: Дмитрий Голяк Дмитрий Шишло |
| 2 мин | Штраф                      | 6 мин                                           |                                                       | Судьи: Джонатан Алари Тобиас Бьорк Линейные судьи: Дмитрий Голяк Дмитрий Шишло |
| |                            |                                                 |                                                       |                                                                                |
| | 41                         | Броски                                          | 19                                                    |                                                                                |

| 2 января 2019 19:30 | Россия | 8:3 (4:0, 3:0, 1:3) | Словакия | Роджерс-арена Зрителей: 11 317 |

| Отчёт | Отчёт                                       | Отчёт | Отчёт                                                  | Отчёт                                                                             |
| --- | ------------------------------------------- | --- | ------------------------------------------------------ | --------------------------------------------------------------------------------- |
| |                                             | |                                                        |                                                                                   |
| | Пётр Кочетков — 00:00-60:00                 | Вратари | 00:00-07:49 — Самуэл Главай 07:49-60:00 — Юрай Шкленар | Судьи: Джефф Ингрэм Максим Сидоренко Линейные судьи: Максим Шапю Майкл Харрингтон |
| | Голы:                                       | |                                                        | Судьи: Джефф Ингрэм Максим Сидоренко Линейные судьи: Максим Шапю Майкл Харрингтон |
| Григорий Денисенко — 05:36 (Д. Саморуков, В. Кравцов) Степан Старков — 06:07 (Н. Коваленко, А. Романов) Александр Алексеев — 07:49 (Н. Коваленко, С. Старков) Никита Шашков — 10:56 (А. Романов, В. Подколзин) Клим Костин — 31:40 (Г. Денисенко, Д. Журавлёв) Клим Костин (бол.)— 38:20 (Г. Денисенко, А. Алексеев) Кирилл Слепец — 39:38 (А. Галимов, И. Муранов) Илья Морозов — 52:03 (Н. Шашков, С. Ольшанский) | 1:0 2:0 3:0 4:0 5:0 6:0 7:0 7:1 8:1 8:2 8:3 | 43:35 — Мартин Фехервары (М. Иван, М. Поспишил) 58:58 — Милош Роман (М. Иван, М. Фехервары) 59:51 — Михал Иван (М. Фехервары, А. Лиска) |                                                        | Судьи: Джефф Ингрэм Максим Сидоренко Линейные судьи: Максим Шапю Майкл Харрингтон |
| |                                             | |                                                        | Судьи: Джефф Ингрэм Максим Сидоренко Линейные судьи: Максим Шапю Майкл Харрингтон |
| |                                             | |                                                        | Судьи: Джефф Ингрэм Максим Сидоренко Линейные судьи: Максим Шапю Майкл Харрингтон |
| |                                             | |                                                        | Судьи: Джефф Ингрэм Максим Сидоренко Линейные судьи: Максим Шапю Майкл Харрингтон |
| 12 мин | Штраф                                       | 8 мин |                                                        | Судьи: Джефф Ингрэм Максим Сидоренко Линейные судьи: Максим Шапю Майкл Харрингтон |
| |                                             | |                                                        |                                                                                   |
| | 30                                          | Броски | 35                                                     |                                                                                   |

### Полуфинал
Время местное (UTC-8).
| 4 января 2019 13:00 | Россия | 1:2 (0:1, 1:1, 0:0) | США | Роджерс-арена Зрителей: 14 355 |

| Отчёт                      | Отчёт                       | Отчёт                                                                                            | Отчёт                      | Отчёт                                                                                 |
| -------------------------- | --------------------------- | ------------------------------------------------------------------------------------------------ | -------------------------- | ------------------------------------------------------------------------------------- |
|                            |                             |                                                                                                  |                            |                                                                                       |
|                            | Пётр Кочетков — 00:00-59:17 | Вратари                                                                                          | 00:00-60:00 — Кейден Примо | Судьи: Джефф Ингрэм Микаэль Шёквист Линейные судьи: Майкл Харрингтон Лаури Никулайнен |
|                            | Голы:                       |                                                                                                  |                            | Судьи: Джефф Ингрэм Микаэль Шёквист Линейные судьи: Майкл Харрингтон Лаури Никулайнен |
| Григорий Денисенко — 33:36 | 0:1 0:2 1:2                 | 14:29 — Оливер Вальстром (Л. Кокерилл, Д. Самберг) 24:20 — Александр Хмелевски (бол.) (Дж. Хьюз) |                            | Судьи: Джефф Ингрэм Микаэль Шёквист Линейные судьи: Майкл Харрингтон Лаури Никулайнен |
|                            |                             |                                                                                                  |                            | Судьи: Джефф Ингрэм Микаэль Шёквист Линейные судьи: Майкл Харрингтон Лаури Никулайнен |
|                            |                             |                                                                                                  |                            | Судьи: Джефф Ингрэм Микаэль Шёквист Линейные судьи: Майкл Харрингтон Лаури Никулайнен |
|                            |                             |                                                                                                  |                            | Судьи: Джефф Ингрэм Микаэль Шёквист Линейные судьи: Майкл Харрингтон Лаури Никулайнен |
| 6 мин                      | Штраф                       | 6 мин                                                                                            |                            | Судьи: Джефф Ингрэм Микаэль Шёквист Линейные судьи: Майкл Харрингтон Лаури Никулайнен |
|                            |                             |                                                                                                  |                            |                                                                                       |
|                            | 35                          | Броски                                                                                           | 27                         |                                                                                       |

| 4 января 2019 17:00 | Швейцария | 1:6 (1:4, 0:2, 0:0) | Финляндия | Роджерс-арена Зрителей: 14 014 |

| Отчёт                                                    | Отчёт                                                   | Отчёт | Отчёт                              | Отчёт                                                                               |
| -------------------------------------------------------- | ------------------------------------------------------- | --- | ---------------------------------- | ----------------------------------------------------------------------------------- |
|                                                          |                                                         | |                                    |                                                                                     |
|                                                          | Лука Холленштайн — 00:00-07:43 Акира Шмид — 07:43-60:00 | Вратари | 00:00-60:00 — Укко-Пекка Луукконен | Судьи: Эндрю Бруггеман Максим Сидоренко Линейные судьи: Дмитрий Голяк Дмитрий Шишло |
|                                                          | Голы:                                                   | |                                    | Судьи: Эндрю Бруггеман Максим Сидоренко Линейные судьи: Дмитрий Голяк Дмитрий Шишло |
| Филипп Курашев (бол.)— 16:40 (С. Лойенбергер, Н. Мюллер) | 0:1 0:2 0:3 0:4 1:4 1:5 1:6                             | 00:40 — Ессе Юлёнен (С. Виртанен) 02:55 — Аарне Талвити (Р. Купари, У. Вааканайнен) 05:53 — Аарне Талвити (Р. Купари, А. Хепониеми) 07:43 — Хенри Йокихарью (бол.) (А. Хепониеми, В. Пуустинен) 27:56 — Алекси Хепониеми (Э. Толванен, А. Лунделл) 34:57 — Расмус Купари (бол.) (К. Какко, А. Хепониеми) |                                    | Судьи: Эндрю Бруггеман Максим Сидоренко Линейные судьи: Дмитрий Голяк Дмитрий Шишло |
|                                                          |                                                         | |                                    | Судьи: Эндрю Бруггеман Максим Сидоренко Линейные судьи: Дмитрий Голяк Дмитрий Шишло |
|                                                          |                                                         | |                                    | Судьи: Эндрю Бруггеман Максим Сидоренко Линейные судьи: Дмитрий Голяк Дмитрий Шишло |
|                                                          |                                                         | |                                    | Судьи: Эндрю Бруггеман Максим Сидоренко Линейные судьи: Дмитрий Голяк Дмитрий Шишло |
| 6 мин                                                    | Штраф                                                   | 12 мин |                                    | Судьи: Эндрю Бруггеман Максим Сидоренко Линейные судьи: Дмитрий Голяк Дмитрий Шишло |
|                                                          |                                                         | |                                    |                                                                                     |
|                                                          | 33                                                      | Броски | 17                                 |                                                                                     |

### Матч за 3-е место
Время местное (UTC-8).
| 5 января 2019 13:00 | Россия | 5:2 (2:0, 1:2, 2:0) | Швейцария | Роджерс-арена Зрителей: 12 025 |

| Отчёт | Отчёт                       | Отчёт                                                                                                | Отчёт                                                                                        | Отчёт                                                                          |
| --- | --------------------------- | --- | -------------------------------------------------------------------------------------------- | ------------------------------------------------------------------------------ |
| |                             | |                                                                                              |                                                                                |
| | Пётр Кочетков — 00:00-60:00 | Вратари                                                                                              | 00:00-57:35 — Лука Холленштайн 57:59-58:10 — Лука Холленштайн 59:06-59:22 — Лука Холленштайн | Судьи: Джонатан Алари Тобиас Бьорк Линейные судьи: Даниэль Гынек Брайан Оливер |
| | Голы:                       | |                                                                                              | Судьи: Джонатан Алари Тобиас Бьорк Линейные судьи: Даниэль Гынек Брайан Оливер |
| Кирилл Слепец — 04:25 (Ив. Морозов, Ил. Морозов) Никита Шашков — 13:44 (В. Подколзин) Клим Костин — 32:53 (Г. Денисенко, А. Романов) Кирилл Слепец — 46:33 Кирилл Слепец (мен.) (п.в.)— 57:59 (А. Галимов, П. Кочетков) | 1:0 2:0 2:1 3:1 3:2 4:2 5:2 | 24:54 — Валентин Нуссбаумер (С. ле Культ, Д. Зигрист) 35:36 — Янник Брюшвайле (Д. Зигрист, Н. Гросс) |                                                                                              | Судьи: Джонатан Алари Тобиас Бьорк Линейные судьи: Даниэль Гынек Брайан Оливер |
| |                             | |                                                                                              | Судьи: Джонатан Алари Тобиас Бьорк Линейные судьи: Даниэль Гынек Брайан Оливер |
| |                             | |                                                                                              | Судьи: Джонатан Алари Тобиас Бьорк Линейные судьи: Даниэль Гынек Брайан Оливер |
| |                             | |                                                                                              | Судьи: Джонатан Алари Тобиас Бьорк Линейные судьи: Даниэль Гынек Брайан Оливер |
| 14 мин | Штраф                       | 6 мин                                                                                                |                                                                                              | Судьи: Джонатан Алари Тобиас Бьорк Линейные судьи: Даниэль Гынек Брайан Оливер |
| |                             | |                                                                                              |                                                                                |
| | 24                          | Броски                                                                                               | 36                                                                                           |                                                                                |

### Финал
Время местное (UTC-8).
| 5 января 2019 17:00 | США | 2:3 (0:0, 0:1, 2:2) | Финляндия | Роджерс-арена Зрителей: 17 206 |

| Отчёт                                                                                        | Отчёт                      | Отчёт | Отчёт                              | Отчёт                                                                              |
| -------------------------------------------------------------------------------------------- | -------------------------- | --- | ---------------------------------- | ---------------------------------------------------------------------------------- |
|                                                                                              |                            | |                                    |                                                                                    |
|                                                                                              | Кейден Примо — 00:00-58:55 | Вратари | 00:00-60:00 — Укко-Пекка Луукконен | Судьи: Даниэль Пражак Евгений Ромасько Линейные судьи: Максим Шапю Эмиль Юлетуйнен |
|                                                                                              | Голы:                      | |                                    | Судьи: Даниэль Пражак Евгений Ромасько Линейные судьи: Максим Шапю Эмиль Юлетуйнен |
| Александр Хмелевски — 47:01 (Д. Хьюз, Н. Кейтс) Джош Норрис — 48:47 (А. Хмелевски, Н. Кейтс) | 0:1 0:2 1:2 2:2 2:3        | 31:31 — Ессе Юлёнен (бол.) (О. Лааксонен, В. Пуустинен) 46:00 — Отто Латвала (А. Хепониеми, Р. Купари) 58:34 — Каапо Какко (А. Лунделл, Х. Йокихарью) |                                    | Судьи: Даниэль Пражак Евгений Ромасько Линейные судьи: Максим Шапю Эмиль Юлетуйнен |
|                                                                                              |                            | |                                    | Судьи: Даниэль Пражак Евгений Ромасько Линейные судьи: Максим Шапю Эмиль Юлетуйнен |
|                                                                                              |                            | |                                    | Судьи: Даниэль Пражак Евгений Ромасько Линейные судьи: Максим Шапю Эмиль Юлетуйнен |
|                                                                                              |                            | |                                    | Судьи: Даниэль Пражак Евгений Ромасько Линейные судьи: Максим Шапю Эмиль Юлетуйнен |
| 6 мин                                                                                        | Штраф                      | 10 мин |                                    | Судьи: Даниэль Пражак Евгений Ромасько Линейные судьи: Максим Шапю Эмиль Юлетуйнен |
|                                                                                              |                            | |                                    |                                                                                    |
|                                                                                              | 28                         | Броски | 31                                 |                                                                                    |

## Посещаемость матчей
| №  | Команда   | Игры | Суммарная посещаемость | Средняя посещаемость | Максимальная посещаемость | Максимальная посещаемость |
| -- | --------- | ---- | ---------------------- | -------------------- | ------------------------- | ------------------------- |
| 1  | Канада    | 5    | 85 134                 | 17 026,8             | 17 556                    | ( Россия)                 |
| 2  | Россия    | 7    | 93 439                 | 13 348,4             | 17 556                    | ( Канада)                 |
| 3  | Швейцария | 7    | 82 356                 | 11 765,1             | 17 102                    | ( Канада)                 |
| 4  | Чехия     | 5    | 57 268                 | 11 453,6             | 17 012                    | ( Канада)                 |
| 5  | Финляндия | 7    | 73 050                 | 10 435,7             | 17 206                    | ( США)                    |
| 6  | Дания     | 6    | 56 316                 | 9 386,0              | 16 417                    | ( Канада)                 |
| 7  | США       | 7    | 63 375                 | 9 053,6              | 17 206                    | ( Финляндия)              |
| 8  | Словакия  | 5    | 35 153                 | 7 030,6              | 11 317                    | ( Россия)                 |
| 9  | Швеция    | 5    | 30 125                 | 6 025,0              | 6602                      | ( США)                    |
| 10 | Казахстан | 6    | 32 572                 | 5 428,7              | 6185                      | ( США)                    |

Самая большая средняя посещаемость у матчей сборной Канады (в среднем 17026,8 зрителей за матч), самая низкая средняя посещаемость у матчей сборной Казахстана (в среднем 5428,7 зрителей за матч).
Самый большой по посещаемости матч — матч сборных России и Канады — 17556 зрителей.

## Рейтинг и статистика

### Итоговое положение команд
| 1   | Финляндия |
| 2   | США       |
| 3   | Россия    |
| 4.  | Швейцария |
| 5.  | Швеция    |
| 6.  | Канада    |
| 7.  | Чехия     |
| 8.  | Словакия  |
| 9.  | Казахстан |
| 10. | Дания     |

| Чемпион мира по хоккею с шайбой среди молодёжных команд 2019 |
| Финляндия 5-й титул                                          |

### Лучшие бомбардиры
| Игрок               | И | Г | П | О | Штр | +/− |
| ------------------- | - | - | - | - | --- | --- |
| Григорий Денисенко  | 7 | 4 | 5 | 9 | 4   | +3  |
| Алекси Хепониеми    | 7 | 3 | 6 | 9 | 4   | +7  |
| Артур Гатиятов      | 6 | 5 | 3 | 8 | 0   | 0   |
| Райан Пэлинг        | 7 | 5 | 3 | 8 | 2   | +5  |
| Морган Фрост        | 5 | 4 | 4 | 8 | 12  | +8  |
| Александр Романов   | 7 | 1 | 7 | 8 | 0   | +12 |
| Филипп Курашев      | 7 | 6 | 1 | 7 | 4   | -5  |
| Кирилл Слепец       | 7 | 5 | 2 | 7 | 4   | +7  |
| Александр Хмелевски | 7 | 4 | 3 | 7 | 2   | 0   |
| Аарне Талвити       | 7 | 4 | 3 | 7 | 14  | +9  |

Примечание: И = Количество проведённых игр; Г = Голы; П = Голевые передачи; О = Очки; Штр = Штрафное время; +/− = Плюс-минус

### Лучшие вратари
В списке вратари, сыгравшие не менее 40 % от всего игрового времени их сборной.
| Игрок                | ВП     | ПШ | КН   | %ОБ   | И"0" |
| -------------------- | ------ | -- | ---- | ----- | ---- |
| Лукаш Достал         | 239:10 | 5  | 1.25 | 95.65 | 1    |
| Пётр Кочетков        | 290:31 | 7  | 1.45 | 95.30 | 0    |
| Майкл Дипьетро       | 243:16 | 5  | 1.23 | 95.15 | 1    |
| Кейден Примо         | 298:55 | 7  | 1.61 | 93.65 | 0    |
| Укко-Пекка Луукконен | 367:16 | 7  | 1.80 | 93.21 | 0    |

Примечание: ВП = Время на площадке; ПШ = Пропущено шайб; КН = Коэффициент надёжности; %ОБ = Процент отражённых бросков; И"0" = «Сухие игры»
 По данным: IIHF.com

### Индивидуальные награды
Самый ценный игрок (MVP):
- Райан Пэлинг

Лучшие игроки:
- Вратарь:  Пётр Кочетков
- Защитник:  Александр Романов
- Нападающий:  Райан Пэлинг

Сборная всех звёзд:
- Вратарь:  Укко-Пекка Луукконен
- Защитники:  Александр Романов —  Эрик Бреннстрём
- Нападающие:  Григорий Денисенко —  Филипп Курашев —  Райан Пэлинг